# Brunon Paprocki
Brunon Edward Paprocki (ur. 6 października 1879 w Krzepicach, zm. 1949 w Asunción) – polski architekt aktywny w Królestwie Kongresowym, a po I wojnie światowej w Peru, Argentynie i Paragwaju. Absolwent warszawskiej Szkoły Wawelberga i Rotwanda oraz paryskiej École des Beaux-Arts. W Polsce zaprojektował m.in. tzw. Dom Księcia w Częstochowie, współtworzył także projekt przebudowy Pałacu Sobańskich w Guzowie.
W latach I wojny służył w Legionach Polskich, gdzie dosłużył się stopnia podpułkownika. Po wojnie wyjechał do Ameryki Łacińskiej. Tam tworzył projekty wielu gmachów użyteczności publicznej, m.in. Palacio de Justicia w Limie, siedzibę peruwiańskiego sądu najwyższego, a także Panteon Bohaterów w Asunción. Wykładał także architekturę w Universidad Nacional de Ingeniería.

## Życiorys
Urodzony w 6 października 1879 roku w Krzepicach (niektóre źródła podają, że chodzi o Krzepice w kieleckiem, inne że Krzepice niedaleko Częstochowy), w rodzinie Stanisława i Agnieszki z Łebków. Ukończył Szkołę Wawelberga i Rotwanda w Warszawie, a następnie architekturę na École des Beaux-Arts w Paryżu. W czasie studiów ożenił się z Eugenią Lienard.
W 1907 roku wrócił do Polski i szybko zaczął realizować zamówienia na liczne projekty. W 1909 roku uczestniczył w projektowaniu pawilonów na Wystawę Przemysłu i Rolnictwa w Częstochowie. W 1910 r. zaprojektował dom handlowy, który miał stanąć w miejscu Pałacu Biskupów Krakowskich w Warszawie, projektu nie zrealizowano w całości w trosce o zabytek. W 1912 roku zaprojektował w Częstochowie kamienicę dla księcia Michała Romanowa. Pracował także nad projektami w Rosji i na kresach wschodnich, m.in. nad odbudową Pałacu Sobańskich w Guzowie. W Piastowie wybudował sobie willę w stylu art nouveau, którą po odzyskaniu przez Polskę niepodległości w 1920 r. sprzedał.
W czasie I wojny światowej służył w szeregach Legionów Polskich, dochodząc do stopnia podpułkownika. Następnie wszedł w skład misji repatriacyjnej do Moskwy.
W Peru znalazł się dzięki zwycięstwu w ogłoszonym przez władze międzynarodowym konkursie na projekt przebudowy bazyliki i sanktuarium św. Róży z Limy. Nie został jednak zrealizowany przez względy finansowe. Następnie planował w Limie przebudowę Plaza Mayor, ale ona także nie doszła do skutku, ponieważ obejmowała wyburzenie czterech kwartałów dla stworzenia przestrzeni skupiającej najważniejsze budynki stolicy, a władze wybrały projekt Ryszarda de Jaxa Małachowskiego. Startował także w konkursie na przebudowę Plaza San Martín.
Pierwszym dużym projektem, który doczekał się realizacji, było gimnazjum i kaplica świętej Marii Eufrazji. W następnych latach został profesorem (po Edwardzie Habichu i Ryszardzie de Jaxa Małachowskim) katedry architektury w wyższej szkole politechnicznej w Limie oraz katedry historii sztuki. Został także projektantem części budynków, które obecnie tworzą kampus (np. kasyno i hotel).
Jego największą realizacją pozostało Palacio de Justicia w Limie, które zostało siedzibą Sądu Najwyższego. Paprocki inspirował się bryła Pałacu Sprawiedliwości w Brukseli. Projekt zrealizowano w 1926 roku.
Po przemianach politycznych (zamach stanu Luisa Sáncheza Cerro) w 1931 r. wyemigrował z Peru, zamieszkując w Argentynie, z której szybko wyjechał z powodu kryzysu ekonomicznego i w 1936 roku osiadł w Paragwaju, gdzie pozostał do śmierci. Zaprojektował i przebudował tam szereg budynków, w tym między innymi Narodowy Panteon Bohaterów, kościół Chrystusa Króla i gimnazjum świętej Teresy z Ávili. W 1946 r. sporządził niezrealizowany projekt gmachu dla Ateneo Paraguayo.
Zmarł w 1949 roku w Asunción i został pochowany w Posadas w Argentynie, choć w ostatniej woli prosił o pochowanie w Polsce.